# Municipio de Garfield (condado de Pawnee)
El municipio de Garfield (en inglés: Garfield Township) es un municipio ubicado en el condado de Pawnee en el estado estadounidense de Kansas. En el año 2010 tenía una población de 234 habitantes y una densidad poblacional de 2,52 personas por km².

## Geografía
El municipio de Garfield se encuentra ubicado en las coordenadas 38°3′4″N 99°16′44″O / 38.05111, -99.27889. Según la Oficina del Censo de los Estados Unidos, el municipio tiene una superficie total de 92.84 km², de la cual 92,81 km² corresponden a tierra firme y (0,03 %) 0,03 km² es agua.

## Demografía
Según el censo de 2010, había 234 personas residiendo en el municipio de Garfield. La densidad de población era de 2,52 hab./km². De los 234 habitantes, el municipio de Garfield estaba compuesto por el 93,59 % blancos, el 1,71 % eran amerindios y el 4,7 % eran de una mezcla de razas. Del total de la población el 5,98 % eran hispanos o latinos de cualquier raza.